# Gabriele Zekina
Gabriele „Gabi“ Zekina (* 22. Februar 1965 in Bernau bei Berlin) ist eine deutsche Aktivistin und Politikerin.

## Jugend und Studium
Zekina war die älteste von drei Töchtern einer deutschen Mutter und eines bulgarischen Vaters. Ihre Mutter war zunächst in der Produktion tätig, später als Sachbearbeiterin, ihr Vater war Kraftfahrer. Sie wuchs bis zum sechsten Lebensjahr bei den Großeltern mütterlicherseits auf, welche kommunistisch gesinnt waren.
In ihrer Schulzeit war Zekina Pionierin und engagierte sich im FDJ. Nach der Schule wollte sie zunächst Philosophie studieren, ihre Eltern rieten ihr jedoch zu einem Lehramtsstudium. Letztlich schrieb sie sich für ein Studium in Pädagogik, Englisch und Deutsch an der Humboldt-Universität Berlin ein. 1989 schloss sie ihr Studium ab und war bis 1991 an der Humboldt-Universität als wissenschaftliche Assistentin tätig.

## Aktivismus
Während des Studiums knüpfte Zekina Kontakte mit mehreren Frauengruppen. Pfingsten 1989 nahm sie am Frauentreffen in Jena teil. Im Oktober 1989 gründete sie, zusammen mit zehn weiteren Frauen, die Frauengruppe Lila Offensive. 1991 gründete sie mit Sylke Stübner das Projekt Frauenkreise. 1999 übernahm Zekina die Geschäftsführung des Projekts. Seit 2009 erarbeitete sie für die Frauenkreise ein neues, intersektionales Profil.

## Politik
Ende 1989 gehörte Zekina zu den Gründungsmitgliedern des Unabhängigen Frauenverbandes. Diesen vertrat sie am Zentralen Runden Tisch in Ost-Berlin. Bei der Wahl der Ost-Berliner Stadtverordnetenversammlung am 6. Mai 1990 trat dieses als Teil eines Wahlbündnisses mit dem Demokratischen Frauenbund Deutschlands, der Alternativen Jugendliste, der Vereinigten Linken und den Nelken an und erreichte 0,81 Prozent der Stimmen. Zekina war Spitzenkandidatin dieses Bündnisses und zog in die Stadtverordnetenversammlung ein. Dort bildete sie eine Fraktion mit den Abgeordneten von Bündnis 90 und Grüner Liste, deren gleichstellungspolitische Sprecherin sie war. Sie saß dem Ausschuss für Gleichstellungsfragen vor und setzte sich gegen die geplante Räumung besetzer Häuser in der Mainzer Straße ein. Mit der Wiedervereinigung wurde die Stadtverordnetenversammlung aufgelöst und Zekina zog sich aus der Politik zurück.